# Yao Xinxin
Yao Xinxin (chinesisch 姚欣欣, Pinyin Yao Xinxin; * 20. Oktober 2003) ist eine chinesische Tennisspielerin.

## Karriere
Yao begann mit sechs Jahren das Tennisspielen und bevorzugt Hartplätze. Sie spielt hauptsächlich Turniere auf der ITF Women’s World Tennis Tour, auf der sie bislang zwei Titel im Einzel und sechs im Doppel gewinnen konnte.

## Turniersiege

### Einzel
| Nr. | Datum           | Turnier    | Kategorie | Belag     | Finalgegnerin  | Ergebnis |
| --- | --------------- | ---------- | --------- | --------- | -------------- | -------- |
| 1.  | 18. Juni 2023   | Tianjin    | ITF W15   | Hartplatz | Yang Yidi      | 6:3, 7:5 |
| 2.  | 12. Januar 2025 | Nonthaburi | ITF W75   | Hartplatz | Zheng Wushuang | 6:4, 6:0 |

### Doppel
| Nr. | Datum             | Turnier  | Kategorie | Belag     | Partnerin    | Finalgegnerinnen                        | Ergebnis         |
| --- | ----------------- | -------- | --------- | --------- | ------------ | --------------------------------------- | ---------------- |
| 1.  | 13. November 2021 | Monastir | ITF W15   | Hartplatz | Ni Ma Zhuoma | Luksika Kumkhum Nikol Paleček           | 6:1, 4:6, [10:2] |
| 2.  | 9. April 2022     | Monastir | ITF W15   | Hartplatz | Wang Meiling | Victoria Muntean Rebeka Stolmár         | 6:2, 4:6, [10:3] |
| 3.  | 21. Mai 2022      | Monastir | ITF W15   | Hartplatz | Wei Sijia    | Mei Hasegawa Chihiro Takayama           | 6:1, 6:1         |
| 4.  | 28. Mai 2022      | Monastir | ITF W15   | Hartplatz | Wei Sijia    | Valeria Koussenkova Milana Schabrailowa | 6:3, 6:3         |
| 5.  | 11. Juni 2022     | Monastir | ITF W15   | Hartplatz | Wei Sijia    | Abigail Amos Arabella Koller            | 6:0, 6:1         |
| 6.  | 25. Juni 2022     | Monastir | ITF W15   | Hartplatz | Wei Sijia    | Yuka Hosoki Eri Shimizu                 | 6:3, 6:3         |